# 皇象
皇 象（こう しょう、生没年未詳）は、中国三国時代の呉の人物。字は休明。徐州広陵郡江都県（現在の江蘇省揚州市江都区）の出身。『三国志』呉志 趙達伝 注に引く『呉録』および張懐瓘『書断』に略伝がある。 

## 生涯
幼いころから書に巧みであった。杜度に師事して書道を学んだ。その当時、張子並（張超）と陳梁甫が特に書に優れていたが、陳梁甫は奔放すぎる欠点があり、張子並は厳しすぎるという欠点があった。皇象はこの二人の書風をうまく取捨し、書法の奥妙をきわめて、中原地帯の書の達人に肩を並べられるような者がなかった。
世の中が乱れると、中原の戦乱を避けて江南に移住し、山陰県の蕊山のふもとに居をかまえた。この当時、同郷の華融も山陰に仮住まいをしていた。呉郡の張温が皇象のもとにやってきて学問を授かろうとし、それについては、どこか適当なところに住む場所を見つけたいとのぞんだ。ある人が張温に告げた。「蕊山のもとに華徳蕤（華融）と申す者がおり、年は若いが、立派な志を持っています。彼のもとにお住まいになるのがよろしいでしょう」張温はそれを聞いて、華融の家に滞在することにし、朝夕、華融と議論をかわした。そののち、急に張温が選部尚書の任にあたることになると、華融を抜擢して太子庶子に任じた。こうしたことから、華融の名が知られるようになり、顕貴な位に昇ったという。
のちに皇象も呉に仕えて官職を得た。
章草に巧みであり、世人は彼の書を「沈着痛快」と評し「書聖」と賞賛した。厳武らとともに「八絶（江南八絶）」と称された。
現存する皇象の書として、『文武帖』・『急就章』・『頑闇帖』・『文武将隊帖』・碑文『天発神識碑』などがある。